# 1000 Kisses (álbum)
1000 Kisses é o terceiro álbum de estúdio da cantora e compositora americana Patty Griffin. Foi lançado em 9 de abril de 2002 pela gravadora ATO Records.

## Recepção
O álbum atingiu o pico de número 101 na parada Billboard 200  resultando em um pico de número um na parada Top Heatseekers . De acordo com a Billboard, o álbum vendeu 151.000 cópias nos Estados Unidos até maio de 2004.  Em 2009, o álbum foi classificado em 15º lugar na lista "Os 50 melhores álbuns da década" da revista Paste.

## Lista de faixas
| N.º | Título            | Duração |  |
| 1.  | "Rain"            |         |  |
| 2.  | "Chief"           |         |  |
| 3.  | "Stolen Car"      |         |  |
| 4.  | "Making Pies"     |         |  |
| 5.  | "Be Careful"      |         |  |
| 6.  | "Long Ride Home"  |         |  |
| 7.  | "Nobody's Crying" |         |  |
| 8.  | "Tomorrow Night"  |         |  |
| 9.  | "Mil Besos"       |         |  |
| 10. | "Reprise"         |         |  |

## Pessoal
- Patty Griffin – vocais, guitarra, guitarra ressonadora, percussão, pratos de dedo
- Emmylou Harris – vocais harmoniosos em "Long Ride Home"
- Giles Reaves – tambores, sinos, vibrafone, djembê
- Doug Lancio – bandolim, guitarra elétrica e guitarra de 12 cordas
- Michael Ramos – acordeão
- Kami Lyle – trompete
- David Jacques - baixo
- John Deaderick – piano
- Luís Guerra – contrabaixo em "Mil Besos"
- Carrie Rodríguez – violino em "Mil Besos"
- Brian Standefer - violoncelo
- David Pulkingham - violão clássico em "Mil Besos"

## Links externos
- Letra do álbum no PattyNet.net